# آدری لرد
آدری لرد (انگلیسی: Audre Lorde؛ ۱۸ فوریه ۱۹۳۴ – ۱۷ نوامبر ۱۹۹۲) یک شاعر، نویسنده و کنشگر حقوق زنان آمریکایی بود.